# Histona lisina desmetilasa
Les histona lisines desmetilases (KDM) són enzims encarregats d'eliminar grups metil dels residus de lisines de les histones, revertint els efectes de les histones lisines metiltransferasa (KMT).
Alguns exemples de KDM són KDM5A (JARID1A), KDM5C (JARID1C), KDM6A (UTX) i la família Jumonji.